# Сушени першунов лист
Сушени першунов лист је зачин од поврћа, који се добија сушењем свежег листа першуна у домаћинствима или у сушарама поврћа. Користи се у кулинарству самостално или претходно помешан са осушеними уситњеног поврћа у разним односима, без додатка соли и адитива, натријум глутамината. Спада у биолошки здрав додатак, без кога се не може замислити скоро ни једно јело, којима он не само да побољшање укус и изглед већ и хранљивост. Може га произвести свака домаћица у својој кухињи, а производи се и индустријски.

## Опште информације
Першун (лат. Petroselinum crispum) је двогодишња биљка пријатног мириса из фам. штитоноша (Apiaceae, Umbelliferae); гаји се у вртовима као биљка за зачин, а расте и као дивља. Употребљава се плод, корен и листови.
Першун појачава апетит и повољно утиче на рад бубрега. Изузетно је богат магнезијумом.  Першун је извор флавоноида и антиоксиданата, посебно лутеолина, апигенина,   фолата, витамина К, витамина Ц и витамина А. 
Нутритивна вредност першуна
Пола кашике сушеног першуна садржи око 6,0 µг ликопена и 10,7 µг алфа каротен, као и 82,9 µг лутеина + зеаксантин и 80,7 µг бета каротена.   Сушени першун може да садржи око 45 mg/грам апигенина.  Садржај апигенина у свежем першуну наводно износи 215,5 mg/100 грама, што је много више од следећег највишег извора хране, целера који има 19,1 mg/100 грама.

## Начин припреме
Пре сушења листове першуна очистити, добро опрати и просушити од воде, а затим што ситније исецкати у електричној сецкалици (блендеру).
Тако исецкану масу добро измешати и равномерно распоредити у танком слоју на полицу дехидратора.
Ако немате дехидратор, першунов лист сушити у плеху за печење у рерни, који поређати на исти начин као и на полицама дехидратора, али овога пута на папир за печење да се лист першуна не би залепило за плех.
Сушити у дехидратору на 41 °C око 12 сати или у рерни на најнижој температури (обично 60 °C) са отвореним вратима.
Осушени лист першуна пребацити у већу чинију и добро измешати. Након хлађење овако осушеним листом першуна напуните теглу и добро је затворите поклопцем.
У тако затвореној тегли као и остали суви зачини и першунов лист може дуго да стоји, и неће се покварити (убуђати).

## Примена у јелима
Сушени першунов лист додаје се у динстана или кувана јела, супе, чорбе, салате на 5 минута пре краја кувања (како би зачин задржао свој укус и хранљивост).
Овај зачин се додаје јелима у количини од 2,5 грама (половина чајне кашичица) по порцији.